# Саката, Тоити
Саката Тоичи (яп. - 坂田東一|さかたとういち|sakata toː.itɕi; р. 24 ноября 1948, Осака, Япония) — японский дипломат и учёный. Выпускник Токийского университета. Имеет степень магистра по машиностроению. Посол Японии на Украине (2011-2014).

## Биография
Родился 24 ноября 1948 года в префектуре Осака. В 1972 году окончил инженерный факультет Токийского университета и магистратуру этого университета. В 1979 аспирантуру делового и государственного управления Корнеллского университета, магистр отделения управления и менеджмента.
В 1974-1985 — Японское Агентство науки и технологии.
В 1985-1990 — первый секретарь посольства Японии в США.
В 1990-1993 — директор отделения атомного топлива Японского бюро атомной энергетики Японского Агентства науки и технологии.
В 1993-1995 — директор отделения космических стратегий бюро исследований и разработок Японского Агентства науки и технологии.
В 1995-1996 — советник Института физических и химических исследований (RIKEN).
В 1996-1998 — директор Департамента стратегии бюро науки и техники Японского Агентства науки и технологии.
В 1998-1999 — директор Департамента стратегии бюро атомной энергетики.
В 1999-2001 — директор отделения общей координации в секретариате министра Японского Агентства науки и технологии.
В 2001-2003 — заместитель директора бюро содействия развития научных исследований Министерства образования, культуры, спорта, науки и технологий Японии.
В 2003 — заместитель генерального директора секретариата Министерства образования, культуры, спорта, науки и технологий Японии.
В 2003-2005 — Генеральный директор бюро исследований и разработок Министерства образования, культуры, спорта науки и технологий Японии.
В 2005-2007 — исполнительный директор Института физико-химических исследований (RIKEN).
В 2007-2008 — Генеральный директор секретариата Министерства образования, культуры, спорта, науки и технологий Японии.
В 2008-2009 — заместитель министра Министерства образования, культуры, спорта, науки и технологий Японии.
В 2009-2011 — первый заместитель Министерства образования, культуры, спорта, науки и технологий Японии.
В 2010 — старший советник Министерства образования, культуры, спорта, науки и технологий Японии.
В 2010-2011 — советник президента Японского Агентства науки и технологии.
С 1 сентября 2011 по октябрь 2014 гг. — Чрезвычайный и Полномочный Посол Японии на Украине.